# Christiane Paul

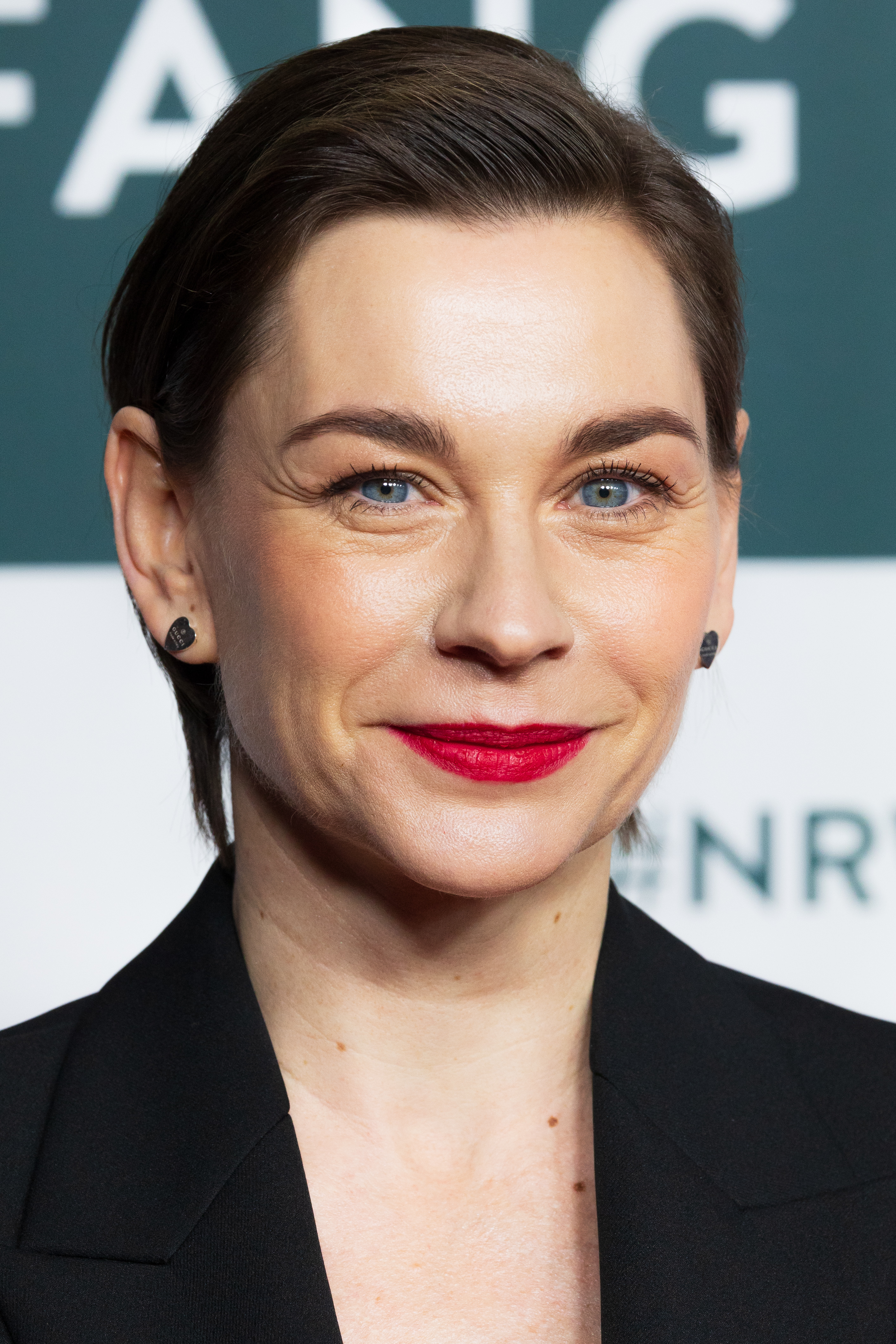
Christiane Paul (2023)

Christiane Paul (* 8. März 1974 in Ost-Berlin) ist eine deutsche Schauspielerin.

## Leben
Christiane Paul entstammt einer Arztfamilie; ihr Vater ist Orthopäde und Chirurg und ihre Mutter Anästhesistin. Von 1980 bis 1990 besuchte sie die Polytechnische Oberschule Ernst Busch im Berliner Ortsteil Pankow, wo sie auch geboren wurde. Nach dem Abitur 1992 an der Friedrich-List-Schule in Berlin-Niederschönhausen studierte sie an der Humboldt-Universität zu Berlin ebenfalls Medizin und promovierte 2002. Parallel zu ihrem Medizinstudium betrieb sie ihre Schauspieltätigkeit und lernte eine kurze Zeit am Lee-Strasberg-Institut in New York City. Den Beruf der Ärztin gab sie 2004 auf, um sich neben der Betreuung ihrer Tochter wieder stärker der Schauspielerei zu widmen.
Ihre aus einer früheren Beziehung stammende Tochter Mascha (* 2002) ist ebenfalls Schauspielerin. Im August 2006 heiratete Christiane Paul den Chirurgen Wolfgang Schwenk (* 1963), den sie während ihrer Ausbildung zur Ärztin an der Berliner Charité kennengelernt hatte. Mit ihm hat sie einen Sohn (* 2007). 2009 zog das Ehepaar nach Hamburg, da ihr Mann dort eine Chefarztstelle antrat. Seit Mitte 2011 lebt sie mit ihren Kindern wieder in Berlin und wurde 2013 geschieden. Sie ist seit 2017 in zweiter Ehe mit dem Klimawissenschaftler Anders Levermann verheiratet.

## Schauspielkarriere
Christiane Paul arbeitete bereits in jungen Jahren als Fotomodell für Zeitschriften wie Bravo und erhielt mit 17 Jahren ihre erste Hauptrolle in Niklaus Schillings Kinofilm Deutschfieber, in welchem sie die in der DDR lebende Filmtochter Sascha des von Tilo Prückner gespielten Reporters Willi Busch verkörperte. Im darauffolgenden Jahr agierte sie an der Seite von Götz George in Peter Stripps Liebesfilm Ich und Christine in der Titelrolle. In der Filmkomödie Das Leben ist eine Baustelle war sie 1997 als Musikerin und Lebenskünstlerin Vera neben Jürgen Vogel in der Hauptrolle zu sehen. Fatih Akin besetzte sie und Moritz Bleibtreu in seinem vierten Langspielfilm Im Juli im Jahr 2000 als esoterische Schmuckhändlerin Juli in der Hauptrolle. Unter Dennis Gansel war sie 2008 erneut mit Jürgen Vogel zusammen in dessen Filmdrama Die Welle als dessen Filmehefrau Anke Wenger zu sehen.
Von 2010 bis 2012 übernahm Paul zusammen mit Dominic Raacke als Dr. Sophie Schöner in der vierteiligen ZDF-Arztserie Der Doc und die Hexe eine der beiden Titelrollen. 2016 wurde ihr der International Emmy Award als beste Hauptdarstellerin für Elmar Fischers Fernseh-Thriller Unterm Radar verliehen. Von 2017 bis 2019 war sie in der Hauptrolle der Kriminalhauptkommissarin Ann-Kathrin Klaasen in der ZDF-Samstagskrimireihe Ostfrieslandkrimis zu sehen. Seit 2017 spielt sie vermehrt in internationalen Film- und Fernsehproduktionen. So zum Beispiel in der Starz Miniserie Counterpart neben Oscar-Preisträger J. K. Simmons, Olivia Williams, Nazanin Boniadi und Nicholas Pinnock, sowie der deutsch-französischen Serie Parlement (Parlament), der französischen Produktion Les rivières pourpres (Die purpurnen Flüsse) und der US-Serie FBI: International. 2022 übernahm sie in Michael Krummenachers deutsch-schweizerischen Kinderfilm Der Räuber Hotzenplotz, der auf dem gleichnamigen Roman von Otfried Preußler basiert, die Rolle der Frau Schlotterbeck. In der sechsteiligen Fernsehserie Concordia – Tödliche Utopie war sie in der Rolle der Modellstadt-Gründerin Juliane Ericksen in eine der durchgehenden Hauptrollen zu sehen. In dem im März 2025 auf dem South by Southwest Film Festival uraufgeführten Psychothriller American Sweatshop übernahm sie eine Nebenrolle.
Paul ist Mitglied der Deutschen Filmakademie.

## Soziales Engagement
Christiane Paul war nationale Botschafterin der Welt-AIDS-Tag-Kampagnen 2005 sowie 2007 bis 2009 in Deutschland, unterstützte die Aktion Deine Stimme gegen Armut, war Mitglied der vom damaligen Bundesminister Sigmar Gabriel anlässlich der CBD-COP9 ins Leben gerufenen Naturallianz, die sich für den Erhalt der biologischen Vielfalt einsetzte, lebt umweltbewusst und kämpft für eine bessere Bildung. Sie war Amnesty-International-Jurymitglied bei der Berlinale 2007 und sagte: „Gut gemachte Filme können das Verständnis für komplexe Themen wie Menschenrechte wecken, vertiefen oder erweitern. Und im besten Fall kann ein Film den Zuschauer dazu bewegen, sich für die Rechte und die Würde der Opfer von Menschenrechtsverletzungen zu engagieren.“ Des Weiteren engagiert sich Christiane Paul für das Berliner Sozialprojekt Die Arche.

## Trivia
Im Buch Die Glücklichen. Warum Frauen die Mitte des Lebens so großartig finden der Journalistin Susanne Beyer wird Christiane Paul als eine von 18 erfolgreichen Frauen um die 50, unter anderem neben der Schriftstellerin Siri Hustvedt und der Germanistin Henrike Lähnemann, porträtiert.

## Filmografie (Auswahl)

### Kino
- 1992: Deutschfieber
- 1993: Ich und Christine, Regie: Peter Stripp
- 1995: Unter der Milchstraße
- 1996: Workaholic, Regie: Sharon von Wietersheim
- 1997: Knockin’ on Heaven’s Door
- 1997: Das Leben ist eine Baustelle
- 1997: Dumm gelaufen
- 2000: Marlene
- 2000: Im Juli
- 2002: Väter
- 2004: Sergeant Pepper, Regie: Sandra Nettelbeck
- 2005: Im Schwitzkasten
- 2005: Gefühlte Temperatur (Kurzfilm), Regie: Katharina Schöde
- 2006: Reine Formsache
- 2007: Neues vom Wixxer
- 2007: Vorne ist verdammt weit weg
- 2008: Die Welle
- 2008: The Dust of Time
- 2009: Lippels Traum
- 2009: Ob ihr wollt oder nicht
- 2010: Der grosse Kater
- 2010: Jerry Cotton
- 2012: Die Vampirschwestern
- 2014: Lola auf der Erbse, Regie: Thomas Heinemann
- 2014: Doktorspiele
- 2014: Die Vampirschwestern 2 – Fledermäuse im Bauch
- 2016: Die Vampirschwestern 3 – Reise nach Transsilvanien
- 2017: Mr. Rudolpho’s Jubilee, Regie: Michael Glover
- 2018: Steig. Nicht. Aus!
- 2019: Was gewesen wäre
- 2021: Borga
- 2021: Es ist nur eine Phase, Hase
- 2022: Der Räuber Hotzenplotz
- 2024: Die Ermittlung
- 2025: American Sweatshop

### Fernsehen
- 1995: Alles außer Mord: Das Kuckucksei (Fernsehreihe)
- 1995: Nur der Sieg zählt, Regie: Uwe Janson
- 1995: Ex, Regie: Mark Schlichter
- 1996: Zwei Leben hat die Liebe, Regie: Peter Timm
- 1996: Boomtown Berlin (Fernsehserie)
- 1997: Der Schutzengel, Regie: Uwe Janson
- 1998: Der Pirat, Regie: Bernd Schadewald
- 1998: Zucker für die Bestie, Regie: Markus Fischer
- 1998: Mammamia, Regie: Sandra Nettelbeck
- 1999: Götterdämmerung – Morgen stirbt Berlin, Regie: Joe Coppoletta
- 1999: Die Häupter meiner Lieben, Regie: Hans-Günther Bücking
- 2000: Freunde – Keinen Bock auf Bullen, Regie: Martin Eigler
- 2002: Himmelreich auf Erden, Regie: Torsten C. Fischer
- 2003: Echte Männer?, Regie: Christian Zübert
- 2004: Außer Kontrolle, Regie: Christian Görlitz
- 2005: Küss mich, Hexe!, Regie: Diethard Küster
- 2005: Die Nacht der großen Flut, Regie: Raymond Ley
- 2006: Die Tote vom Deich, Regie: Matti Geschonneck
- 2007: Ein verlockendes Angebot, Regie: Tim Trageser
- 2007: Copacabana, Regie: Xaver Schwarzenberger
- 2011: Der Verdacht, Regie: Matti Geschonneck
- 2011: Ein mörderisches Geschäft, Regie: Martin Eigler
- 2011: Hindenburg (Fernsehzweiteiler), Regie: Philipp Kadelbach
- 2012: Vatertage – Opa über Nacht, Regie: Ingo Rasper
- 2010–2012: Der Doc und die Hexe (Fernsehreihe), Regie: Vivian Naefe
  - 2010: Der Doc und die Hexe (Zweiteiler)
  - 2012: Nebenwirkungen
  - 2012: Katastrophenalarm
- 2013: Das Adlon. Eine Familiensaga (Fernsehdreiteiler), Regie: Uli Edel
- 2013: Eltern, Regie: Robert Thalheim
- 2013: Helden – Wenn dein Land dich braucht, Regie: Hansjörg Thurn
- 2013: Unsere Mütter, unsere Väter (Fernsehdreiteiler), Regie: Philipp Kadelbach
- 2014: Der Fall Bruckner, Regie: Urs Egger
- 2014: Die Sache mit der Wahrheit, Regie: Sibylle Tafel
- 2015: Die Himmelsleiter (Fernsehzweiteiler), Regie: Carlo Rola
- 2015: Unterm Radar, Regie: Elmar Fischer
- 2015: Mein gebrauchter Mann, Regie: Lars Jessen
- 2015: Der Beobachter, Regie: Andreas Herzog
- 2015–2017: Der Lack ist ab (Fernsehserie, 3 Folgen)
- 2016: Nie mehr wie es war, Regie: Johannes Fabrick
- 2016: Die Welt der Wunderlichs, Regie: Dani Levy
- 2016: Paranoid (Fernsehserie, 8 Folgen)
- 2017–2019: Ostfrieslandkrimis (Fernsehreihe)
  - 2017: Ostfriesenkiller, Regie: Sven Bohse
  - 2018: Ostfriesenblut, Regie: Rick Ostermann
  - 2019: Ostfriesensünde, Regie: Rick Ostermann
- 2017: Ein Fisch namens Liebe, Regie: Hansjörg Thurn
- 2018: Tatort: Borowski und das Land zwischen den Meeren (Fernsehreihe), Regie: Sven Bohse
- 2018: Saat des Terrors, Regie: Daniel Harrich
- 2018: Counterpart (Fernsehserie, 9 Folgen)
- 2019: 8 Tage (Fernsehserie, 8 Folgen), Regie: Stefan Ruzowitzky, Michael Krummenacher
- 2019: Zeit der Geheimnisse (Fernsehdreiteiler), Regie: Samira Radsi
- 2020: Die purpurnen Flüsse (Les Rivières pourpres, Fernsehserie, Folge Zum Sterben schön)
- 2020: Parlament (Fernsehserie, 8 Folgen)
- 2020: Gott – von Ferdinand von Schirach, Regie: Lars Kraume
- 2021–2022, 2023, 2025: FBI: International (Fernsehserie, 23 Folgen)
- 2024: Concordia – Tödliche Utopie (Fernsehserie, 6 Folgen)

## Theater (Auswahl)
- 2004: Der Auftrag. Haus der Berliner Festspiele, Autor: Heiner Müller, Regie: Ulrich Mühe, Rolle: Engel der Verzweiflung
- 2008: Iwanow. Düsseldorfer Schauspielhaus, Autor: Anton Tschechow, Inszenierung: Amélie Niermeyer, Rolle: Anna

## Bibliografie
- Einflussfaktoren auf die perioperative Morbidität und Mortalität in der primären Hüftendoprothetik: eine retrospektive, fallkontrollierte, unselektierte Studie über 628 Implantationen. Dissertation, Humboldt-Universität zu Berlin, 2002.
- Das Leben ist eine Öko-Baustelle. Mein Versuch, ökologisch bewusst zu leben. Zus. mit Peter Unfried. Ludwig Verlag, München 2011, ISBN 978-3-453-28021-2.

## Hörbücher (Auswahl)
- Die Gesetze. Von Connie Palmen, Roof Music 2002, ISBN 3-936186-06-5.
- Alice im Wunderland. Von Lewis Carroll, Roof Music 2003, ISBN 3-936186-26-X.
- Hans Christian Andersen: Märchen. Hörcompany 2004, ISBN 3-935036-60-4.
- Morpheus. Von Jilliane Hoffman, Argon Verlag 2005, ISBN 3-87024-093-8.
- Wie es leuchtet. Von Thomas Brussig, Roof Music 2005, ISBN 3-936186-85-5.
- Reliquienblut und Gottesurteil. Von Rebecca Gablé, Der Hörverlag 2006, ISBN 3-89940-837-3.
- Sigmund Freud: Krankengeschichten, die wie Novellen zu lesen sind. Der Hörverlag 2006, ISBN 3-89940-838-1.
- Für immer verzaubert – Die schönsten Prinzessinnen-Geschichten. Von Martina Patzer (Hrsg.), Cbj Verlag 2006, ISBN 3-86604-097-0.
- Am Weihnachtsabend – Die schönsten Geschichten zum Fest. Christiane Paul liest die Erzählung Die Fähre. von Joan Aiken, Patmos audio 2007, ISBN 978-3-491-91248-9.
- Im Dunkel der Wälder. Von Brigitte Aubert, Patmos audio 2007, ISBN 978-3-491-91229-8.
- Halbnackte Bauarbeiter. Von Martina Brandl, Patmos audio 2007, ISBN 978-3-491-91247-2.
- Kafka Collection von Franz Kafka. Christiane Paul liest die Erzählung Kinder auf der Landstraße. Patmos audio 2008, ISBN 978-3-491-91260-1.
- Sandmännchens Geschichtenbuch. Von Gina Ruck-Pauquèt, Der Audio Verlag 2009, ISBN 978-3-89813-873-4.
- Sandmännchens Geschichtenbuch 2. Von Gina Ruck-Pauquèt, Der Audio Verlag 2009, ISBN 978-3-89813-902-1.
- Puck der Zwerg. Von Jakob Streit, Sauerländer audio 2010, ISBN 978-3-7941-8506-1.
- Die Lieblingsmärchen der Deutschen. Von den Brüdern Grimm und Hans Christian Andersen, Christiane Paul liest drei Märchen, Patmos audio 2010, ISBN 978-3-491-91312-7.
- Gone Girl. Von Gillian Flynn, Argon Hörbuch 2014, ISBN 978-3-8398-9237-4.
- Arztroman. Von Kristof Magnusson, Verlag Antje Kunstmann 2014, ISBN 978-3-88897-992-7.

## Hörspiel
- Matthias Wittekindt: Totalverlust. Regie: Sven Stricker. Radio-Tatort, NDR 2011.

## Auszeichnungen
- 1996: Filmfestival Max Ophüls Preis für ihre Rolle der Sara in dem Film Ex
- 1996: Bayerischer Filmpreis, Nachwuchsdarstellerpreis für ihre Rolle der Rhoda in Workaholic
- 1998: Goldene Kamera (Lilli-Palmer-Gedächtniskamera) als beste Nachwuchsschauspielerin
- 1998: Nominierung Telestar als Beste Schauspielerin[15]
- 1999: Berliner Bär (B.Z.-Kulturpreis)
- 2015: Darstellerpreis beim Fernsehfilmfestival Baden-Baden für Unterm Radar
- 2016: International Emmy Award als beste Hauptdarstellerin für Unterm Radar
- 2017: Nominierung Deutscher Filmpreis – Beste weibliche Nebenrolle für Die Welt der Wunderlichs
- 2017: Bundesverdienstkreuz am Bande für ihr Engagement für das Berliner Sozialprojekt „Die Arche“ sowie für ihre Funktion als Unicef-Patin und Botschafterin zum Welt-Aids-Tag